# Shizufumi Ishidō
Shizufumi Ishidō (jap. 石堂 倭文 Ishidō Shizufumi; ur. 1945 w Kawasaki) – japoński praktyk i teoretyk sztuk walki – iaidō, jōdō i kendo posiadający 8. dan iaidō hanshi (Zen Nippon Kendo Renmei), 8. dan kyoshi w jōdō (ZNKR) oraz 7. dan kyoshi w kendo.

## Życiorys
Swój pierwszy shinai otrzymał od ojca, Sadataro Ishidō, gdy miał pięć lat, natomiast pierwszy miecz, gdy miał lat dziesięć. Trening iaidō rozpoczął pod kierunkiem ojca w 1955 roku.
Egzamin na 3. dan iaidō zdał wiosną 1961 roku, gdy uczęszczał do liceum.
Studiował na Uniwersytecie Nihon i w chwili podejmowania tam studiów, rozpoczął trening jōdō u Chokichiego Nakashimy.
Po ukończeniu studiów znalazł zatrudnienie w firmie Chiyoda Glass i w tym czasie trenował początkowo od czasu do czasu, a następnie na prośbę ojca zaczął regularnie uczęszczać na treningi w Shinbukan Dojo. Najpierw pełnił tam rolę pomocniczą, a następnie zgodził się podjąć rolę zastępcy głowy dojo.
W maju 1976 po niepowodzeniu podczas egzaminu na siódmy dan w Kioto porzucił pracę w firmie i całkowicie oddał się nauczaniu w rodzinnym Shinbukan Ishidō Dojo. Jesienią tego samego roku ponownie podszedł do egzaminu na 7. dan w Fukushimie podczas 11. wszechjapońskich mistrzostw iaidō. Szczególne wrażenie zrobił na nim Kawaguchi Toshihiko, również posiadacz 6. dan, który podobnie jak Ishidō, zdawał wówczas egzamin. Shizufumi Ishidō uzyskał stopień 7. dan oraz tytuł kyoshi w wieku 31 lat.
W wieku 40 lat poświęcił się całkowicie treningom. Codziennie przez sześć godzin (od 9.00 do 15.00) ćwiczył iaidō, którego uczył go ojciec (Musō Shinden-ryū) oraz kata Zen Ken Ren iai. Wiele czasu spędzał wówczas także na lekturze książek omawiających teorię różnych szkół iaidō i innych sztuk walki (budō). Wśród mistrzów z tytułem hanshi w iaidō jako szczególnie ważnych wymienia Yoshiriego Sakamoto (9. dan hanshi z Osaki), Hisashi Nukatę oraz Masatake Hashimoto. Duży wpływ na rozumienie iaidō przez Ishidō miał także fakt, iż wielokrotnie (niemal co miesiąc) w owym czasie brał udział w zawodach w całej Japonii, zarówno jako zawodnik, jak i sędzia.
W latach 70. XX wieku Shizufumi Ishidō uczestniczył w pokazie mistrzów Nukata oraz Hashimoto, którzy studiowali wówczas Musō Shinden Jushin-ryu. Ishidō postanowił skontaktować się z nimi, jednak żaden z nich nie przyjmował w owym czasie kishobun, czyli formalnej przysięgi, iż nie będzie się nauczać ani pokazywać publicznie technik danej szkoły bez zezwolenia. Na ucznia przyjął go Isamu Kubo, który wraz z siostrą, Kiyoko Toyodą, był potomkiem klanu Omura. Nauki mistrza Kubo wywarły wielki wpływ na rozumienie iaidō przez Ishidō.
W 1979 roku udał się do Wielkiej Brytanii i od tamtej pory wspierał europejskich uczniów, szczególnie w Wielkiej Brytanii oraz Holandii, nie tylko nauczając ich technik oraz filozofii iaidō i jōdō, ale także tworząc podwaliny pod ramy organizacyjne tych dyscyplin w Europie. Zderzenie z kulturą europejską oraz innym, odmiennym od japońskiego, sposobem myślenia miało także wpływ na sposób, w jaki Ishidō naucza w Shinbukan Dojo.

## Dzieła
- Dori o tanoshimu iaidō koza. Zennihon kendo renmei iaihen (Sukijanaru, 2014)[2].